# Laetesia leo
Laetesia leo là một loài nhện trong họ Linyphiidae.
Loài này thuộc chi Laetesia. Laetesia leo được miêu tả năm 1972 bởi van Helsdingen.